# Mike Penning
Sir Michael Alan Penning (né le 28 septembre 1957) est un homme politique britannique du Parti conservateur, qui est député de Hemel Hempstead de 2005 à 2024.
Penning est ministre d'État aux Forces armées de 2016 à 2017, après avoir été ministre d'État à la Justice et ministre d'État à la police de 2014 à 2016, ministre des personnes handicapées de 2013 à 2014, ministre d'État pour l'Irlande du Nord de 2012 à 2013 et ministre d'État aux transports de 2010 à 2012.

## Jeunesse et carrière
Penning est né à Finchley, au nord de Londres, et grandit dans le comté voisin d'Essex. Il va à l'école Appleton, South Benfleet, avant de fréquenter l'école King Edmund à Rochford. Il s'enrôle dans l'armée britannique chez les Grenadier Guards après avoir quitté l'école et effectue plusieurs missions en Irlande du Nord, au Kenya et en Allemagne.
Après avoir quitté l'armée, Penning travaille comme pompier pour le service d'incendie et de sauvetage du comté d'Essex, avant de rejoindre son entreprise familiale et de se lancer dans une carrière publique dans le journalisme politique. Il est connu pour être un fervent supporter du Tottenham Hotspur FC.

## Carrière politique
Au milieu des années 1990, Penning travaille comme conseiller médiatique des euro-rebelles qui ont fait destituer le whip du Parti conservateur par le Premier ministre John Major pendant la rébellion de Maastricht. Il est ensuite le directeur de campagne de Teddy Taylor lors des élections générales de 1997. Il se présente aux élections de Thurrock aux élections générales de 2001, en deuxième position derrière Andrew MacKinlay du Labour. À la suite de cela, il est nommé comme conseiller principal de William Hague comme chef de l'opposition, devenant plus tard le chef adjoint des médias du Parti conservateur sous la direction brève et impopulaire de Iain Duncan Smith.

### Député
Aux élections générales de 2005, Penning se présente au siège de Hemel Hempstead, tenu par les travaillistes, battant de justesse le député Tony McWalter de 499 voix. En juillet 2007, Penning est promu par le chef conservateur David Cameron au poste de ministre fantôme de la santé publique.
Penning "se rebellait occasionnellement", avec 2% de ses votes contre le Whip, et est "très fortement" en faveur d'une interdiction de fumer. Les détails des dépenses parlementaires de Penning ont été publiés dans le cadre d'une publication générale de toutes les dépenses des députés. En 2009, il a réclamé un total de 135 078 £, 502e de tous les députés. Le rapport Legg n'a trouvé aucun problème avec ses dépenses. Penning a cependant remboursé volontairement 2,99 £ pour une gamelle pour chien, ce qui est le remboursement le plus bas enregistré par un député.

### Ministre d'État
À la suite des élections de 2010, le Premier ministre David Cameron le nomme ministre d'État aux Transports, chargé des routes et de la navigation.
Lors du remaniement du 4 septembre 2012, Penning est transféré au poste de ministre d'État pour l'Irlande du Nord, poste qu'il occupe pendant un peu plus d'un an jusqu'à ce qu'il soit promu ministre d'État aux personnes handicapées le 7 octobre 2013. Il est par la suite promu une deuxième fois le 15 juillet 2014 au poste de ministre d'État chargé de la police et de ministre d'État à la Justice, et est admis au Conseil privé.
Lors de l'élection générale de 2015, Penning augmente sa majorité de 2,9% à 52,9% et une majorité de 14 420 voix. Dans le remaniement qui suit, Penning est nommé ministre d'État au ministère de l'Intérieur pour la police et la justice pénale.
Lors des élections générales de juin 2017, il est réélu à Hemel Hempstead avec une majorité réduite de 9445 voix, mais avec une part accrue des voix (55%) et quitte ses fonctions ministérielles.
Penning soutient le Brexit avant le référendum de 2016.

## Vie privée
Penning vit à Hemel Hempstead avec sa femme Angela.